# Rudy Van Quaquebeke

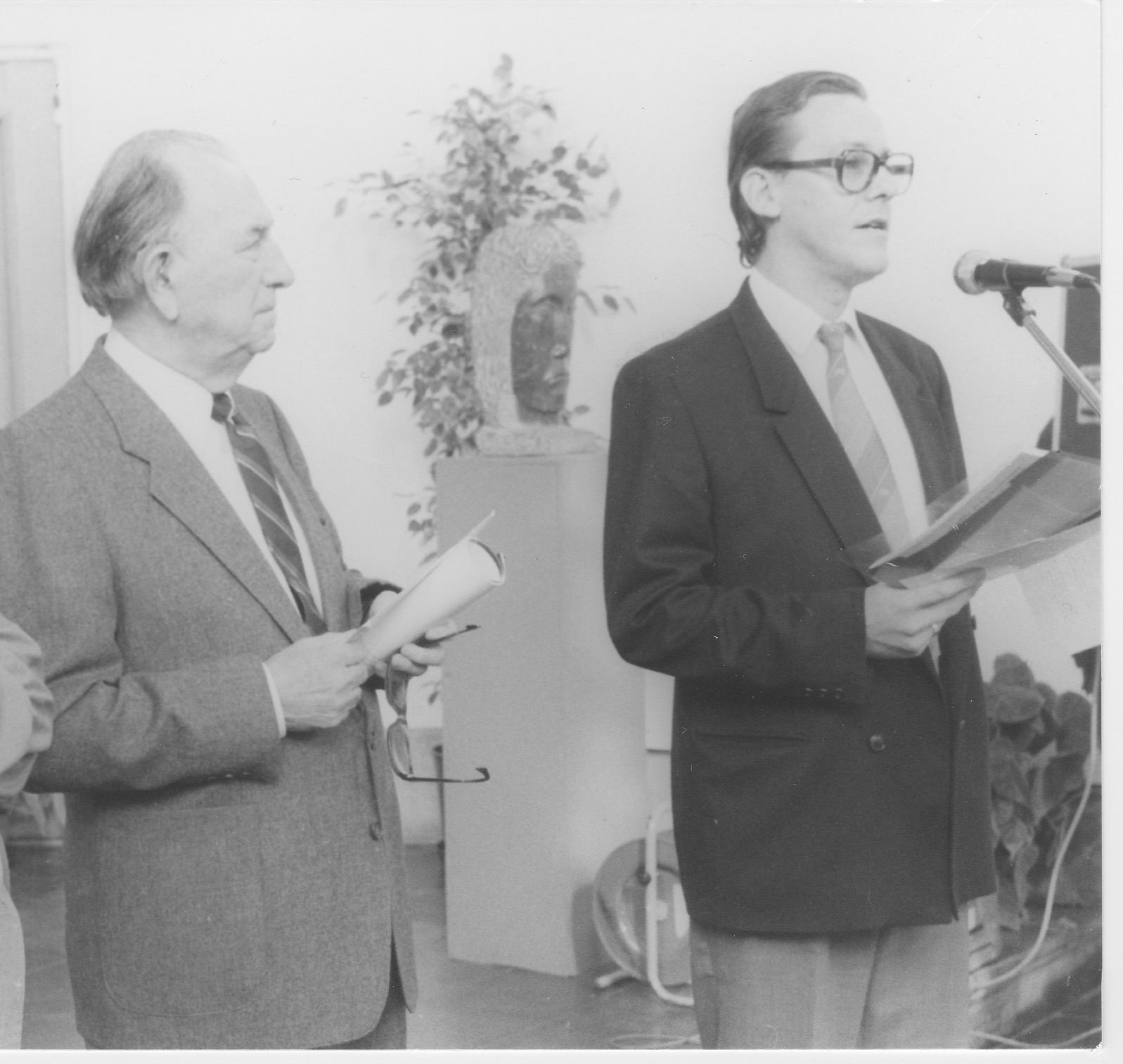
Rechts Rudy Van Quaquebeke, schepen voor Cultuur te Gent en links de voormalige schepen van cultuur Alfons van Nimmen

Rudy Van Quaquebeke (17 september 1952 - 10 februari 2012) was een Belgische VLD-politicus die actief was in de stad Gent. Hij was de zoon van een winkeliersgezin dat destijds een melkwinkel uitbaatte in de Forelstraat.

## Schepen
In 1987 werd hij schepen van financiën in opvolging van Yannick De Clercq, daarna werd hij schepen van cultuur van 1989 tot 1994. In 2000 werd hij aangeduid als intendant rond de herdenkingen van keizer Karel V, die 500 jaar eerder werd geboren in Gent. Nadien werd Van Quaquebeke projectmanager van het Koninklijk Ballet van Vlaanderen en was hij in dienst op enkele liberale ministeriële kabinetten.